# Razorback - Oltre l'urlo del demonio
Razorback - Oltre l'urlo del demonio è un film horror australiano del 1984 diretto da Russell Mulcahy e scritto da Everett De Roche, tratto dall'omonimo romanzo di Peter Brennan. Il film ruota attorno agli attacchi di un gigantesco cinghiale che semina terrore e morte nei deserti dell'Australia orientale.

## Trama
Jake Cullen, un anziano cacciatore di canguri, fa da babysitter al suo nipotino di due anni Scotty nella sua casa nei pressi di Gamulla, una piccola e sperduta cittadina dell'entroterra australiano. Una notte, durante una tempesta di sabbia, un enorme e mostruoso cinghiale, noto come razorback, appare improvvisamente e lo attacca, distruggendo la sua abitazione e catturando suo nipote per divorarlo vivo. L'uomo, ferito leggermente ad una gamba dall'attacco, viene quindi ingiustamente accusato dell'omicidio del bambino e arrestato, ma alla fine il tribunale della città lo assolve per assenza di prove di colpevolezza, nonostante lo scetticismo con cui viene accolto il suo racconto dei fatti. Di conseguenza, l'avvenimento distrugge la sua credibilità e reputazione, per cui promette vendetta trascorrendo la sua vita a cacciare cinghiali.
Due anni dopo, Beth Winters, animalista e giornalista televisiva statunitense per la World Animal League, si trasferisce a Gamulla assieme a Danny, suo cameraman di fiducia, con l'incarico di documentare alcuni casi di bracconaggio contro la fauna selvatica locale, trasformata in cibo per cani ad opera del Pet Pak, una fabbrica di birra abbandonata utilizzata clandestinamente come mattatoio. La donna riesce a filmare i due grotteschi e squilibrati gestori dello stabilimento, Benny Baker e suo fratello minore Dicko, mentre producono illegalmente carne di canguro appena cacciato. I due criminali la inseguono in auto con un camion da rimorchio Unimog, la raggiungono e tentano di violentarla dopo averla mandata fuori strada. Tuttavia, sulla scena sopraggiunge il cinghiale che mette in fuga la coppia mentre Beth tenta di rifugiarsi nella sua macchina, ma resta qui intrappolata, preda dell'enorme e famelica bestia. In assenza di testimoni, la sua scomparsa viene successivamente ritenuta dalla polizia locale come un incidente attribuita dalla caduta in un pozzo di una miniera abbandonata.
Qualche tempo più tardi, Carl Winters, marito di Beth, si reca anch'egli in Australia per cercarla e incontra Jake, che lo rimanda alla fabbrica dismessa dove conosce i fratelli Baker. Finge di essere un visitatore canadese e li convince a portarlo con sé nella loro successiva caccia al canguro, per poi essere abbandonato. L'uomo viene attaccato nel cuore della notte da un branco di maiali selvatici, spronato dal razorback, che lo bracca per tutta la notte e lo costringe a rifugiarsi in cima a una pompa eolica. La mattina dopo, i maiali fanno crollare la struttura traballante, ma l'uomo viene salvato atterrando in una pozza d'acqua, in cui i suini hanno paura di nuotare.
Una volta che gli animali lasciano Carl, questi tenta di tornare indietro vagando solitario in mezzo al deserto, soffrendo per tutto il tempo di surreali e spaventose allucinazioni causate dalla disidratazione. Con notevole fatica raggiunge finalmente una fattoria abitata da Sarah Cameron, una zoologa e amica di Jake, che ha studiato la popolazione locale di suini ed è l'unica che crede alla sua storia del cinghiale gigante. Mentre si sta riprendendo, Carl (che ha intanto instaurato una relazione amorosa con Sarah) apprende che qualcosa ha causato lo stress in eccesso dei maiali, portandoli a comportamenti insoliti come una maggiore aggressività e cannibalizzando i loro cuccioli. Nel frattempo, venuto a conoscenza dell'avvistamento del razorback da parte di Carl, Jake si accampa con il suo fuoristrada vicino alla pompa eolica per attendere il suo ritorno. Il giorno successivo, scorge con un binocolo l'immenso cinghiale posizionato davanti alla pozza e gli spara un dardo da localizzazione radar dopo averlo ripetutamente colpito con il suo fucile di precisione, senza tuttavia ucciderlo (rivelando una pelle di notevole resistenza). Più tardi, trova anche la fede nuziale di Beth nelle feci della belva restituendola a Carl, per poi ripartire alla sua ricerca una volta individuate le sue coordinate.
Dopo aver ascoltato una conversazione radiofonica che suggerisce che Jake sa cosa è realmente successo a Beth, i fratelli Benny e Dicko, temendo che il cacciatore stia tentando di coinvolgerli nella morte di Beth, irrompono nel suo accampamento e gli rompono le gambe con delle tenaglie, per poi lasciarlo in pasto al razorback il mattino seguente. I suoi resti vengono successivamente trovati da Sarah assieme ai segni nella terra lasciati dalla mannaia di Dicko e Carl, rendendosi conto che i fratelli sono responsabili sia della morte della moglie che di Jake, si reca nel loro covo per interrogare Benny, facendolo penzolare dal pozzo della miniera prima di lasciarlo cadere. Mentre Sarah, al pub di Gamulla, recluta una squadra di cacciatori per stanare la creatura, Carl raggiunge Dicko al mattatoio durante la sera nel tentativo di ucciderlo, ma quest'ultimo viene successivamente assalito e sbranato dal gigantesco cinghiale.
Poco dopo, il razorback bracca Carl all'interno del complesso quando improvvisamente giunge sul luogo Sarah, che aveva continuato a seguire le coordinate radar del mostro, ma viene da questi presumibilmente uccisa fuori campo. L'animale continua ad inseguirlo danneggiando contemporaneamente la centrale elettrica della fabbrica, mettendo in azione la catena di montaggio, ma Carl lo attira sopra un nastro trasportatore per gettarlo dentro una gigantesca ventola di raffreddamento, uccidendolo e facendolo a pezzi. Dopo aver spento tutti i macchinari, il giovane trova l'esanime ma ancora viva Sarah avvolta nelle catene e, una volta soccorsa, la coppia si abbraccia.

## Produzione
Razorback è stato diretto da Russell Mulcahy e per lo più girato a Broken Hill, nel Nuovo Galles del Sud. Il direttore della fotografia Dean Semler fu ingaggiato per il lavoro che aveva fatto con Mad Max 2. Alcuni commentatori hanno riferito che il film fu ispirato dalla morte di Azaria Chamberlain il 17 agosto 1980, la cui madre venne ingiustamente accusata di omicidio dopo che un dingo aveva catturato e divorato la bambina.
Il razorback era un'animatronica e Bob McCarron, per gli effetti speciali, aveva progettato un totale di sei cinghiali per il film, uno dei quali solo per speronare veicoli.
Mulcahy inizialmente aveva considerato Jeff Bridges per il ruolo di Carl, ma il produttore Hal McElroy riteneva che avesse un fascino internazionale troppo scarso.